# Lycée Marseilleveyre
Le lycée Marseilleveyre est un établissement public local d'enseignement français, situé traverse Parangon dans le 8e arrondissement de Marseille. Il y regroupe un collège, un lycée général ainsi qu'un internat.
Il s'agit d'un des plus anciens lycées de Marseille. Créé en 1945 comme lycée impérial par Paul-Henri Pol Simon, Marseilleveyre s’inscrivait dans le cadre du projet Langevin-Wallon dans lequel prédominait une réforme des principes du système scolaire français afin de favoriser l'épanouissement personnel de chaque élève, car telle est la ligne directrice d'après-guerre.
Il se distingue des autres lycées de par sa superficie de 13 hectares, liant directement l'établissement aux calanques et massif de Marseilleveyre. Il se distingue aussi grâce à ses animaux sauvages et son écologie de par la présence de potagers maintenus par les élèves et de grands terrains d’herbe, mais aussi grâce à l’architecture du château étant une ancienne bastide utilisée par l'administration du lycée et des bâtiments.

## Histoire

### Château
Le château, se situant au centre de la cité scolaire, est une ancienne bastide construite en 1860 par Émile Roux appartenant initialement au marbrier Jules Cantini. Quelques années après, le château est racheté par la ville qui y construit en 1945 le lycée principal, s’étendant sur plusieurs hectares.

### Création
La cité scolaire s’étale dans un site unique dominant la corniche de Marseille, au cœur d’une pinède de 13 hectares qui comprend un lycée, un collège et un internat au centre duquel trône le château Cantini où se trouve aujourd’hui l’administration.
C’est dans l’élan et l’enthousiasme du plan Langevin-Wallon et de la création de « classes nouvelles » dont l’objectif est de donner à tous les enfants, quelle que soit leur origine sociale, la possibilité de développer leurs aptitudes et d’épanouir leur personnalité, qu'est fondé en 1945 le lycée Marseilleveyre.
Le lycée possède une forte tradition d’échanges et de voyages culturels. Depuis une dizaine d’années, son image internationale et européenne s’est renforcée, grâce à l’existence de sections internationales espagnoles et italiennes, d’autres langues sont aussi enseignées, le russe depuis la fondation de l’établissement, l’allemand et le chinois.

## Enseignement

### Collège
Les matières enseignées au collège sont les mathématiques, le français, l’histoire-géographie, les SVT, la physique-chimie, la technologie, les langues vivantes (anglais, espagnol, italien), le latin, le grec ancien, le grec moderne, l’EPS, la musique et les arts plastiques. Les élèves sont répartis dans neuf classes dont une classe internationale arabe, espagnol, russe, et italien. Contrairement au lycée — où une sélection sévère est opérée —, le collège est fréquenté par une population très hétérogène constituée d'élèves d'un arrondissement très populaire.
Le taux de réussite du collège au Diplôme national du brevet est compris entre 78 % et 90 % selon les années. Le taux de mention a été de 81 % en 2017.

### Lycée
Les matières enseignées au lycée en tronc commun sont les mathématiques, le français, l’histoire-géographie, les SVT, la physique-chimie, la philosophie, l’EPS et, selon les spécialités, la littérature et philosophie (HLP), la littérature anglaise (LLCER), le cinéma-audiovisuel, l'histoire des arts, le théâtre, les arts plastiques, la géopolitique (HGGSP), les mathématiques, les sciences de l'informatique (NSI), la physique-chimie, les sciences de la vie et de la terre (SVT), sciences de l'ingénieur (SI) et les sciences économiques et sociales (SES). Parmi les deux langues vivantes (LV1 et LV2) à choisir sont proposées l’anglais, l’allemand, l’espagnol, l’italien et le russe. Il est également possible de présenter les options chinois, grec ancien, latin, musique, mais aussi la section arts (cinéma-audiovisuel, théâtre, arts plastiques et histoire des arts) au baccalauréat.
Les élèves souhaitant renforcer leur niveau et compétences en mathématiques peuvent rejoindre les sections maths expertes et maths complémentaires.

#### Classe préparatoire en cinéma-audiovisuel
En septembre 2020, la direction et l'inspection académique travaillent avec les équipes pédagogiques du lycée et l'Université d'Aix-Marseille sur une idée novatrice et unique en France, celle de l'ouverture d'une Classe Préparatoire aux Études Supérieures (CPES) en cinéma-audiovisuel dont l'objectif premier est d'accompagner les étudiants les plus motivés, dont au minimum 30% de boursiers de l'enseignement supérieur, vers les concours des grandes écoles de cinéma. Cette classe, ouverte à la rentrée scolaire 2022, a comme parrain le réalisateur Robert Guédiguian. Le lycée Marseilleveyre est le seul établissement de France à proposer un enseignement supérieur en cinéma-audiovisuel,.

## Anciens élèves
- Robert Caulet (1906-1984), artiste peintre et professeur de dessin
- Philippe Thill (1937-2010), sculpteur
- Antoine (né en 1944), chanteur
- Jean-Pierre Foucault (né en 1947), présentateur
- Gilles Marchand (né en 1963), scénariste et réalisateur
- Mélanie Vogel (née en 1985), femme politique